# Boreczno
Boreczno [bɔˈrɛt͡ʂnɔ] (Schnellwalde của Đức) là một ngôi làng thuộc khu hành chính của Gmina Zalewo, thuộc hạt Iława, Warmian-Masurian Voivodeship, ở miền bắc Ba Lan. Nó nằm khoảng 9 kilômét (6 mi)   về phía đông nam của Zalewo, 23 km (14 mi) phía bắc Iława và 54 km (34 mi) về phía tây của thủ đô khu vực Olsztyn.